# Leiter (Fluss)
Die Leiter oder der Leiterbach ist ein rechtes Nebengewässer der Möll. Sie entsteht als Gletscherbach aus dem Leiterkees südöstlich des Großglockners und mündet kurz unterhalb der Pasterze in die Möll. Ihr Wasser wird für die Kraftwerksgruppe Kaprun gesammelt und über den Tauernhauptkamm ins Einzugsgebiet der Salzach geleitet.
Durch den oberen Teil des Leitertales verläuft die Landesgrenze zwischen Kärnten und Osttirol entlang des Leiterbaches. Der untere Teil des Tales liegt gänzlich in Kärnten.
Von ihrer Mündung bis zum Moosbach trennt die Leiter die Glocknergruppe von der Schobergruppe. Über das Leitertal erfolgte die Erstbesteigung des Großglockners, weshalb im Tal mit der Salmhütte eine besonders traditionsreiche Schutzhütte liegt. Heute wird die Route über das Leitertal auf den Glockner vergleichsweise schwach begangen. Am Rande des Leitertales liegen, auf dem Berger Törl, die Glorerhütte sowie, auf der Adlersruhe, die Erzherzog-Johann-Hütte.
In der ersten Strophe des Kärntner Heimatliedes wird der Leiter reine Quelle erwähnt.

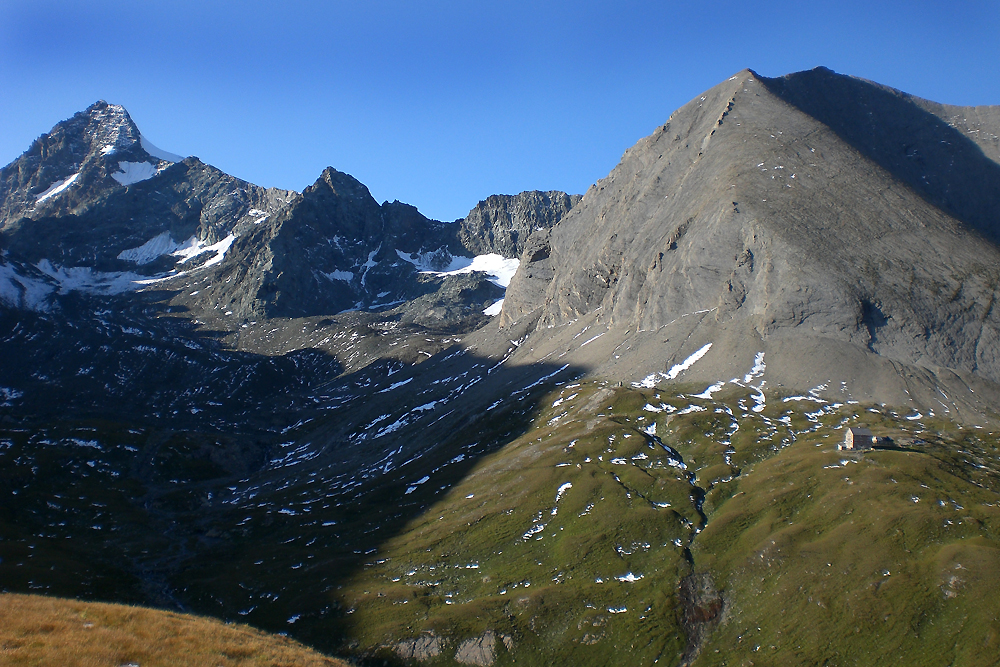
Blick vom Bergner Törl (Glorer Hütte) auf den Schluss des Leitertales
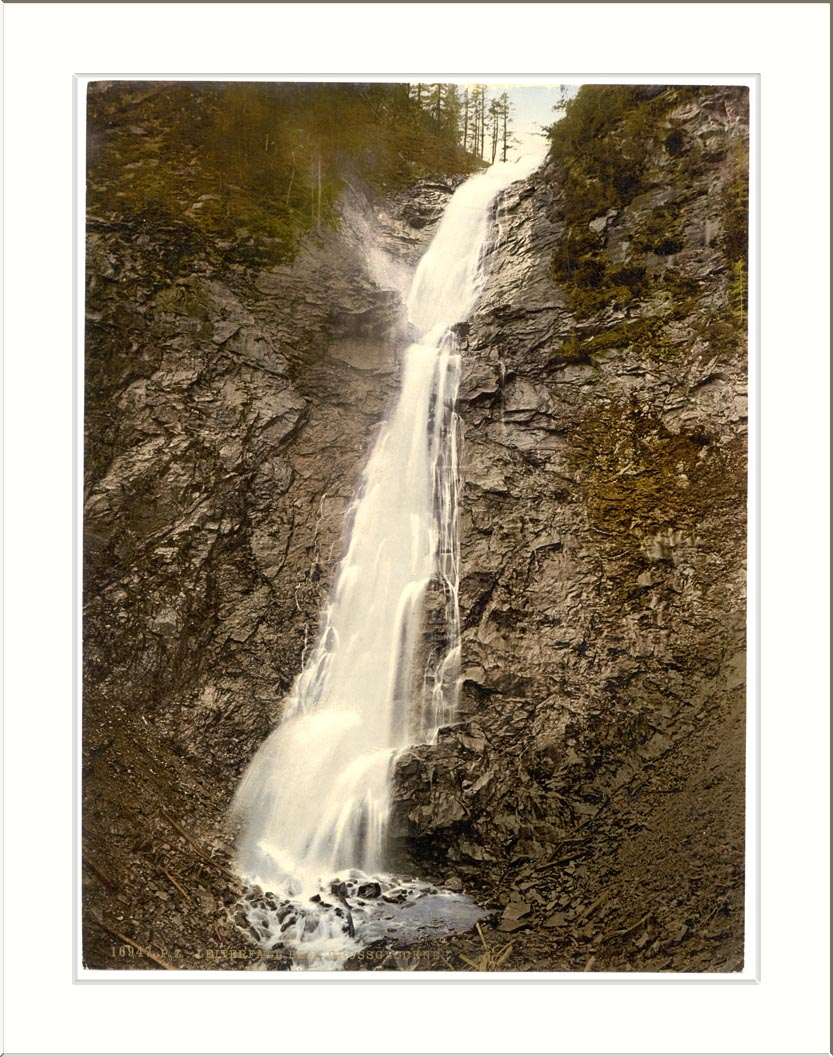
Der Leiterfall am Ausgang des Leitertales ins Mölltal
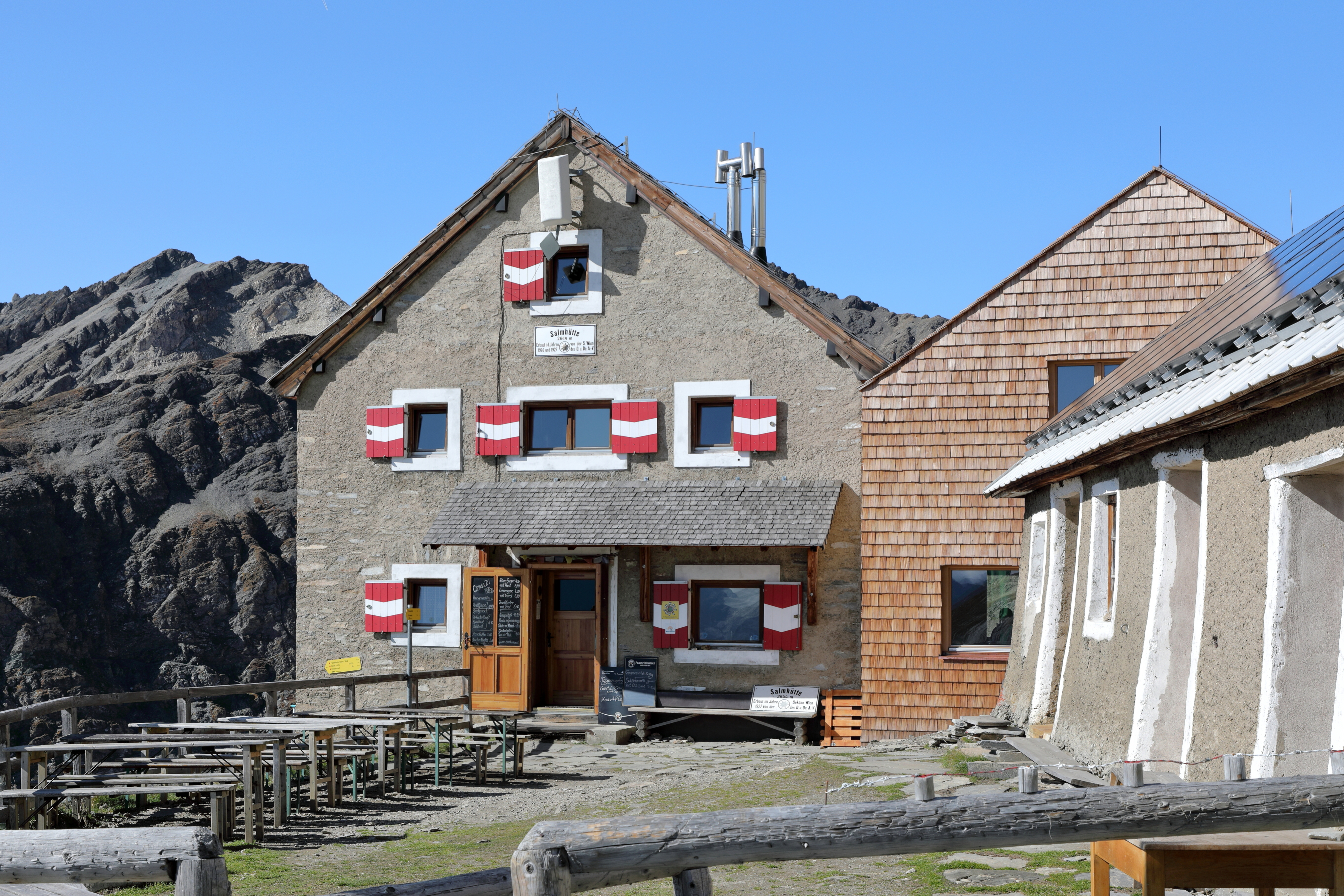
Die Salmhütte im Leitertal
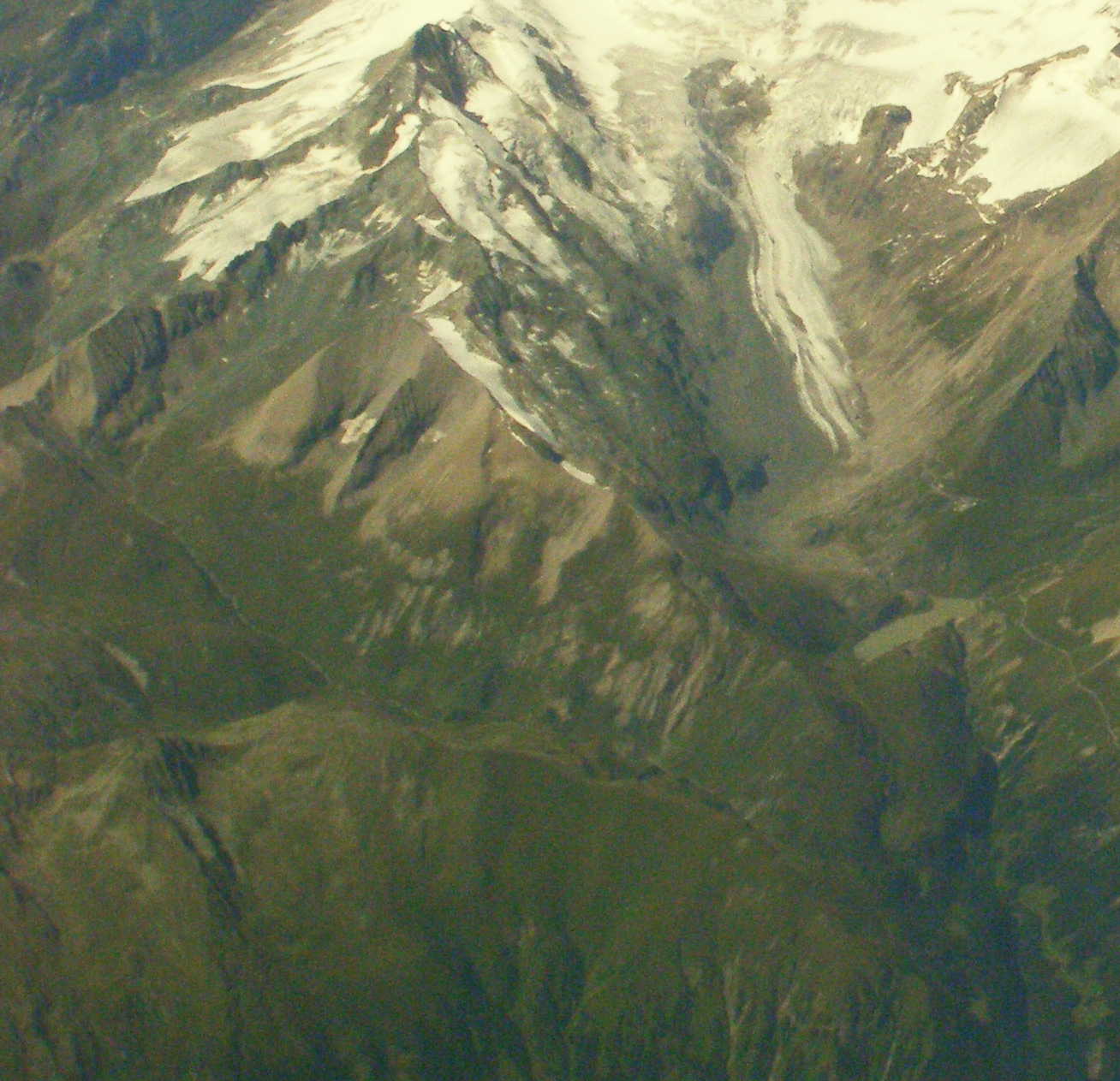
Luftbild der Glocknergruppe: Links der Bildmitte das Leitertal